# Garla Lhamco
Garla Lhamco (kinesiska: 朶拉拉错湖) är en sjö i Kina. Den ligger i provinsen Qinghai, i den nordvästra delen av landet, omkring 440 kilometer sydväst om provinshuvudstaden Xining. Garla Lhamco ligger 4 416 meter över havet. Arean är 22,2 kvadratkilometer. Trakten runt Garla Lhamco består i huvudsak av gräsmarker. Den sträcker sig 4,5 kilometer i nord-sydlig riktning, och 7,2 kilometer i öst-västlig riktning.